# Да л’ она зна
Да л’ она зна је деби студијски албум црногорске поп-рок певачице Милене Вучић, издат 2007. године за Сити Рекордс. Већину песама на албуму радили су Жељко Јоксимовић и Срђан Симић Камба из Дивљег кестена. Снимљени су спотови за песме Луче и Индијана, које су биле велики хитови. Песма Луче, је једна од ретких женских поп-рок песама која се често изводи у музичким такмичењима попут Звезди Гранда.

## Списак песама
| №   | Назив          | Текст               | Музика            | Трајање |  |
| 1.  | Индијана       | Љиљана Јорговановић | Жељко Јоксимовић  | 3:38    |  |
| 2.  | Луче           | Дејан Ивановић      | Жељко Јоксимовић  | 4:05    |  |
| 3.  | Да л’ она зна  | Дејан Ивановић      | Жељко Јоксимовић  | 3:47    |  |
| 4.  | За све си крив | Александар Маријан  | Срђан Симић Камба |         |  |
| 5.  | Чисто бијела   | Страхиња Кнежевић   | Срђан Симић Камба | 3:29    |  |
| 6.  | Врата затвори  | Душан Алагић        | Жељко Јоксимовић  | 3:11    |  |
| 7.  | Лагала сам     | Биљана Спасић       | Срђан Симић Камба | 4:01    |  |
| 8.  | Још сам твоја  | Душан Алагић        | Душан Алагић      | 3:09    |  |
| 9.  | На таласима    | Дејан Ивановић      | Жељко Јоксиовић   | 3:45    |  |
| 10. | Готова ствар   | Јелена Томашевић    | Жељко Јоксимовић  | 3:19    |  |